# Bugul Noz
Na mitologia Celta, Bugul Noz é uma fada que vive nas florestas da Bretanha. Pelo que dizem Bugul Noz é terrivelmente feio e fedorento. Sua aparência espanta os animais da floresta e fazem os bebes chorarem. Mesmo que não seja perigoso ele sempre é visto sozinho por sua aparência terrível.